# تسوشینگن
تسوشینگن (به آلمانی: Zöschingen) یک شهر در آلمان است که در بایرن واقع شده‌است.

## خصوصیات
تسوشینگن ۱۴٫۶۰ کیلومترمربع مساحت دارد ۵۱۰ متر بالاتر از سطح دریا واقع شده‌است.

## خواهرخوانده
شهر Marigné-Peuton خواهرخواندهٔ زوشینگن هست.